# Суздальцев, Фёдор Васильевич
Фёдор Васи́льевич Су́здальцев (1801, Муром, Владимирская губерния — не ранее 1865, Муром, Владимирская губерния) — российский государственный и общественный деятель, городской голова Мурома (1857—1860), купец.

## Биография
Родился в 1801 году в купеческой семье Василия Тимофеевича Суздальцева, занимавшего пост городского головы три раза.
С 1848 года являлся бургомистром в городовом магистрате. Он редко выезжал из Мурома, занимаясь торговлей полотнами и хлебом. Его полотняная фабрика находилась в Воскресенском овраге.
В 1857 году избран городским головой Мурома из-за отказа занять эту должность со стороны купца Алексея Васильевича Ермакова.

## Семья
Федор Васильевич был женат дважды, и вторая жена была старше его дочери от первого брака всего на два года.
Большое семейство проживало в двухэтажном каменном доме с колоннами по Успенской улице (дом сохранился до настоящего времени).

## Память
В Муромском музее хранится живописный портрет Ф. В. Суздальцева, выполненный художником И. Морозовым.